# Manaen (imię)
Manaen – pochodzi od hebrajskiego imienia Manahen oznaczającego tyle, co pocieszyciel i w wersji greckiej przyjęło znaną nam formę. Imię znane jest z 2 Księgi Królewskiej (15, 14–22 BT), a jego zdrobniała forma Nahum lub Naham spotykamy jako osobne imię w Księdze Nahuma i w rodowodzie Jezusa Chrystusa zapisanym w Ewangelii św. Łukasza (3,25 BT). Patronem imienia jest św. Manaen; imieniny 24 maja. 